# Boris Poego
Boris Karlovitsj Poego (Russisch: Борис Карлович Пуго, Lets: Boriss Pugo) (Kalinin, 19 februari 1937 – Moskou, 22 augustus 1991) was een van de communistische leiders die betrokken was bij de Augustus-staatsgreep in 1991. Op dat moment was hij minister van Binnenlandse Zaken van de Sovjet-Unie. Toen bleek dat de coup mislukt was pleegde hij zelfmoord.
Poego is van Letse afkomst. Zijn familie, die bestond uit communisten, was Letland ontvlucht tijdens de Letse Onafhankelijkheidsoorlog (1918 - 1920). Ze keerden terug toen de Sovjet-Unie in 1940 Letland bezette en annexeerde. Poego studeerde in 1960 af aan de Technische Universiteit Riga. Daarna maakte hij carrière binnen de Communistische Partij van de Sovjet-Unie. Hij zou onder andere eerste minister zijn van de Letse republiek en hoofd van de KGB in die provincie.
Van 1990 tot 1991 was hij minister van Binnenlandse Zaken van de Sovjet-Unie. Hij nam deel in de coup tegen Gorbatsjov. Deze werd geïsoleerd op zijn datsja. Toen Boris Jeltsin de staatsgreep echter verijdelde en Gorbatsjov weer vrij kwam pleegde Poego samen met zijn vrouw zelfmoord. Ze schoten zichzelf neer. Diverse media, waaronder Time en The Moscow Times hebben overigens gesuggereerd dat zijn vrouw geen zelfmoord heeft gepleegd, maar door Poego is vermoord.